# 宝月ひかる
宝月 ひかる（ほうづき ひかる、1983年12月14日 - ）は、日本の元AV女優。東京都出身。

## プロフィール
- 趣味:絵を描くこと、パチンコ、散歩、スポーツ。

- 特技：スポーツ。

- 好きな食べ物：焼肉と焼肉の焼いてないキャベツ

- 嫌いな食べ物：魚の卵

- 元ティーパワーズ所属者。

## 略歴
- 2003年8月に『無色〜アナタ色に染まりたい〜』でアリスJAPAN専属女優としてAVデビュー。

- 2004年10月に『太陽の贈り物』で桃太郎映像出版に移籍しセルデビュー。

- 2008年11月、自身のブログにて引退を発表し、2008年12月末をもって引退。

## 出演作品

### アダルトビデオ
アリスJAPAN 専属時代(※はバビロン)
- 無色〜アナタ色に染まりたい〜 (2003年8月)
- キラキラひかる (2003年9月)
- 僕だけのアイドル (2003年10月)
- 甘いピンク色 (2003年11月)
- 制服人形 (2003年12月26日)
- 危ない密室（2004年1月） ※
- 女尻 (2004年3月26日)
- 猥褻モデル (2004年2月27日)
- 逆ソープ天国 (2004年3月) ※
- 幼ペット淫行飼育 (2004年5月21日)
- ザーメンシャワー (2004年6月18日) ※
- 人間廃業 (2004年7月23日) ※

桃太郎映像出版 専属時代
- 太陽の贈り物 (2004年10月22日)
- B☆Jean (2004年11月26日)
- コスプレックス (2004年12月3日)
- 三上さんひかるんとこっそりSEX (2004年12月10日)…他出演:三上翔子
- WILD THING X (2005年1月7日)
- 猥褻 (2005年2月18日)
- 女医宝月ひかる狂った果実 (2005年4月1日)
- ANAL MODE (2005年4月1日)
- プライベートセックス (2005年4月1日)
- 秘密の花園 (2005年4月1日)
- High Tensionウチコイ (2005年7月22日)
- Special Love Body（2005年8月5日）
- ハッスル隠語 (2005年9月22日)
- HikaruAnniversary太陽の記念日 (2005年10月6日)
- B☆Jean (2005年11月17日)※2本目
- ThankYou! (2005年12月2日)

その他
2005年
- 本気(マジ)!?II (6月18日)
- 制服人形着せ替えコレクション (7月22日 アリスJAPAN)他出演:美竹涼子、蒼井そら、松島かえで、吉沢明歩、水元ゆうな、相田すみれ

2006年
- 宝月ひかるの超美乳ソープ嬢 (2月13日 MOODYZ)
- TheLoveStories (2月16日 桃太郎映像出版)
- 最高のオナニーのために (3月13日 MOODYZ)
- 痴女ナースコール (4月13日 MOODYZ)
- 制服カメラ [ひかる18歳] (4月29日 ドリームチケット)
- 裸の女教師 (6月9日 GLAY'z)
- Pure☆キャロットへようこそ!!(6月23日 TMA)他出演:華月優、さくらの
- 僕らの天使たち (7月7日 桃太郎映像出版)他出演:西田美沙、みゆき真実、三津なつみ、小森美王、七海菜々、椎名れいか、ひな
- ONLY☆FUCK (6月23日 レックオーバー)
- 痴嬢王 (7月7日 GLAY'z)
- SEX革命Vol6 (7月13日 MOODYZ)
- メガネメイドしか見たくない!4時間 (8月4日 TMA)他出演:桜沢まひる、田中美久、真中莉子、さくらの
- ノーカット4時間 (8月18日 アリスJAPAN)

2007年
- 手コキ強制射精 『シゴかれッ!!』 VOL 5 (1月12日 U&K)
- 極上奴隷秘書 (2月8日 タカラ映像)
- 病みつきオナニー episode.VII (2月9日 U&K)
- 街でうわさの中出しギャル VII (2月10日 隼エージェンシー)オムニバス作品 他出演:姫川りな、水野ひかり、羽純、凛花、山城美姫、小西れいか、松野ゆい
- こだわりの手コキ 4時間SP 3 40人のハンドメイド (2月10日 隼エージェンシー)他39名出演
- 4時間完全撮り下ろし!! 17人の口まんこフェラ痴オ (2月19日 桃太郎映像出版)他16名出演
- エロかわモデル強姦中出し II (2月19日 ミスター・インパクト)他出演:真中かおり、山城美姫、佐藤るり、姫川りな、福原ミイナ、愛葉悠
- 女子校生強制中出し XII (3月10日 隼エージェンシー)オムニバス作品 他出演:能田曜子、徳澤エリカ、真中かおり、長谷川なあみ、春永みう、楓はるか、美月りん、綾瀬梨奈
- オナニスト 第16章 （3月10日 隼エージェンシー）他多数出演
- ノーモザイクおまんこ 8 (3月13日 カルマ)他出演:山城美姫、飯島夏希
- 東京FUNKYギャル (3月23日 ピエロ)
- ギャル痴女ツインズ レズるほど発情 (4月5日 ディープス)共演:楓はるか
- フェラコレ2007春SP (4月12日 隼エージェンシー)他多数出演
- 痴女学園 2 (4月15日 イマージュ)共演:滝沢優奈、真中かおり、川峰さくら、名波ゆら、野々宮りん、水野ひかり、川村カンナ、姫野愛、藤本ちさと
- 巨乳DE治療クリニック (4月15日 イマージュ)共演:川峰さくら、水野ひかり、早乙女みなき
- キスマニア Vol.2 (4月19日 ミスター・インパクト)他多数出演
- 裏サービス家庭教師派遣センター 2 (4月20日 シャイ企画)オムニバス作品 他出演:一色あずさ、しいないおり、小日向優
- IPキャバクラへようこそ 2 (5月1日 アイデアポケット)共演:nao.、原千尋、滝沢優奈、MIMI、相戸愛、喜多村麻衣
- 中出し!痴漢バス 女子校生の憂鬱 完全版 (5月25日 メディアステーション)共演:山本瞳子、瀬戸ひなた
- 純愛レズビアン 4 (5月25日 ピエロ)共演:一色あずさ
- FELLATIO FESTIVAL 5 (6月1日 アイデアポケット)オムニバス作品 他出演:原千尋、松野ゆい、瞳れん、海野なつ、楓はるか、辻あずき、黒沢英里奈(喜田嶋りお)、SAYA、堤恵利那、三津なつみ、島田香奈 他
- モザイク一切無し!!艶女 ぼくの子宮 (6月12日 グリッターズフィルムズ)
- 看護士宝月ひかるを拘束電マ痙攣潮吹き連続アクメ中出しFUCK21連発 (7月13日 カルマ)
- 「カワイク撮るからちょっとヤラせてくれない?」 (7月13日 メディアバンク)他出演:姫野愛、甘衣みつ(天衣みつ)
- 怪奇アダルト妖怪ポルノ物語 (7月19日 クロス)オムニバス作品 他出演:天衣みつ、永井ひろみ
- 綺麗なお姉さんの筆おろし (7月19日 V&Rプロダクツ)オムニバス作品 他出演:大沢佑香、MIHARU、長澤リカ
- 美脚×ローライズ短パン×露出デート (8月13日 マルクス兄弟)
- エロGAL×2 (8月16日 マキシング)他出演:七瀬たまき
- 全編フルデジタルモザイク W痴女ナース (9月6日 SODクリエイト)共演:姫野愛
- 女子校生レイプ 7 (9月8日 隼エージェンシー)オムニバス作品 他出演:栗原まあや、徳澤エリカ、姫川りな、陽多まり、星野亜美、葵えみり、葉山くみこ、藤崎怜里、宮沢愛菜、真中かおり、能田曜子
- 60人のまるだしオマンコときもメン・黒人・マンコぶっかけ・中出し・ファック! (9月19日 ドグマ)共演:Aya(福永あや)、笠木あやか、真中かおり
- マゾ女教師性器肛門二穴ママと、いたずらサディスト娘と女生徒 (9月19日 クロス)共演:望月加奈、愛音ゆう
- 接吻や乳首舐められながら手コキされた僕。 (10月1日 ワンズファクトリー)オムニバス作品 他出演:紅音ほたる、加藤ツバキ、彩芽はる、朝倉みき、響鳴音、中村さら、月嶋りお、葉月紗絢、小林メイ
- こんな痴女キャバ嬢を指名してみたい。 (10月13日 マルクス兄弟)共演:紅音ほたる、月嶋りお
- 電マ激イキFUCKERS Vol.4 (11月1日 マキシング)オムニバス作品 他出演:nao.、伊藤あずさ、高瀬七海
- 制服カメラ*THE4時間 (11月5日 ドリームチケット)他出演:流海、葉山瑠菜、星月まゆら、百瀬まひる、長谷川なあみ、河愛杏里、今野由愛、水橋みく、酒菜いるか、泉まりん、瀬戸彩、華美月、辻あずき
- 時間よ止まれ! パート8 (11月8日、V&Rプロダクツ)他出演:堀口奈津美、大貫かりん ほか
- 少年ロ●ータおちんぽ海岸物語 (12月1日 クロス)共演:愛音ゆう、森野ひな
- 本物包茎治療院 宝月形成クリニック (12月20日 V&Rプロダクツ)
- フリーダム・キャバクラ M的恥責 (12月20日 フリーダム)共演:片瀬りこ、姫宮ラム、花純、しいないおり、蒼月ひかり、真咲ぴぃ子、姫川りな
- フリーダム学園 校内集団暴行 3 (12月20日 フリーダム)共演:片瀬りこ、姫宮ラム、花純、しいないおり、蒼月ひかり、真咲ぴぃ子、姫川りな
- 美少女の足裏 6 (12月20日 フリーダム)共演:しいないおり、姫宮ラム、真咲ぴい子、片瀬りこ、村瀬優花、愛田ゆなる、瀬戸ひなた、紗倉もも

2008年
- 和装ホステス夜の女の同性愛 (1月19日 クロス)共演:伊藤あずさ、南沙也香
- 生中出しでしか感じない女たち 2 (4月11日 TMA)オムニバス作品 他出演:姫野愛、滝沢優季、沢井真帆、大沢萌、光咲玲奈、水原みなみ、加藤まみ、片瀬くるみ、安達このみ、熊田ありさ、雨宮ゆう、山下真美、遠藤千明
- 禁断の羞恥学園 (5月2日、アウダースジャパン)共演:瀬戸ひなた、小栗杏菜、森口あいか
- DOKIレズ 22 (5月2日、アウダースジャパン)共演:瀬戸ひなた、小栗杏菜、森口あいか
- ギャルのニーソックス 4 (5月5日、フリーダム)共演:しいないおり、天海遥、姫川りな、夏芽涼、川瀬七海、花純、川瀬七夏
- 生姦! (7月26日、モブスターズ)
- FELLATIO FESTIVAL 10 (8月1日、アイデアポケット)オムニバス作品 他出演:工藤れいか、加瀬あゆむ、綾瀬なな、彩花ゆめ、Rico、あすかりの、長谷川なぁみ、折原れおな、MIMI、上原美菜、杏野まひる、宝月ひかる、真山るい、綾瀬しおり、内田理緒
- ふたなり優等生はクラスの皆の慰み者で共有ペニス (8月19日 クロス)共演:森口あいか、城本久美、神まこと
- KARMA未公開作品集 (10月13日、カルマ)オムニバス作品 他出演:浜崎りお、風間ゆみ、松嶋れいな、姫野愛、佐藤江梨花、天乃みお、鮎川なお、堀口奈津美、一ノ瀬あきら
- 競泳彼女 3 (12月25日、しのだプロジェクト)オムニバス作品 他出演:大塚ひな、野中あんり、加護範子、岩崎彩菜、水森あおい、山咲奈々美、吉沢みなみ

### オリジナルビデオ
- みこすり半劇場（2004年 TMC）共演:薫桜子
- アイノシルシ（2006年）
- コスプレの人（2006年 フルモーション）
- 宝月ひかる 義娘
- ひとつ屋根の下で×××2（2006年 JVD）共演:小川明日香、草凪純
- 女陰陽師邪淫覚醒
- 実録!痴漢(秘)劇場
- 妹・綾香 （2007年9月21日 TMC）共演:安奈とも

### 映画
- 梨元勝の芸能暗黒都市伝説（2008年）沢田エリコ役

## 書籍

### 写真集
- Hikaru（2003年7月16日、アクアハウス）山岸伸撮影
- diva11 宝月ひかる（2004年10月10日 マイウェイ出版）
- 女の子の1日キャラポーズ（2007年10月 グラフィック社）共演:瀬戸ひなた、柳田やよい

## テレビ出演

### ドラマ
- 特命係長 只野仁 スペシャル第1弾・女弁護士の秘密を暴け!（2004年12月22日、テレビ朝日）-江藤真理役

### その他
- 朝までたけし的ショー（2007年1月2日、テレビ朝日）
- Peach-Pit 桃のたね（MONDO TV）

## プロモーションビデオ
- 「やっちゃった」般若

## フィギア
- 1/6スケールフィギュア